# Jürgen Kaminsky
Jürgen Kaminsky (* 7. Dezember 1957 in Essen) ist ein ehemaliger deutscher Fußballspieler und -trainer.

## Karriere
Im Alter von 19 Jahren spielte Jürgen Kaminsky im Profibereich bei Rot-Weiss Essen, neben Frank Mill und Horst Hrubesch. In der ersten Saison kam er zu seinem einzigen Bundesligaeinsatz, da der Verein in der Saison 1976/77 in die 2. Bundesliga-Nord abgestiegen ist. In der darauffolgenden Saison verpasste er mit Mill, Hrubesch und Dietmar Klinger den Aufstieg in die 1. Bundesliga in der Relegationsphase gegen den 1. FC Nürnberg. Nach dieser Saison zählte Kaminsky zu den festen Größen innerhalb der Mannschaft und erreichte mit seiner Mannschaft die Relegationsphase für die 1. Bundesliga. Dort leitete Kaminsky mit einem Eigentor 5:1 die Niederlage im Hinspiel ein, sodass ein 3:1 Rückspielsieg leider nicht reichte. Bis zum Saisonende 1983 spielte er für die „Rot-Weissen“ und kam auf einen Bundesligaeinsatz und 167 Einsätze (20 Tore) in der zweiten Liga. Anschließend wechselte er innerhalb der Stadt zum Oberligisten Schwarz-Weiß Essen. Nach fünf Jahren in der Oberliga beendete er dort seine Karriere als Fußballer.

## Trainertätigkeiten
Nach seiner Laufbahn als aktiver Fußballer übernahm er das Traineramt bei dem Essener Verein VfB Essen-Nord. Im September 1993 war er für drei Monate Trainer der Amateure seines früheren Arbeitgebers Rot-Weiss Essen in der 2. Bundesliga tätig. In der Saison darauf nahm er das Amt des Trainers beim Essener Oberligisten ETB SW Essen an und beendete seine Trainerkarriere nach nur einer Saison.